# 臺灣回族

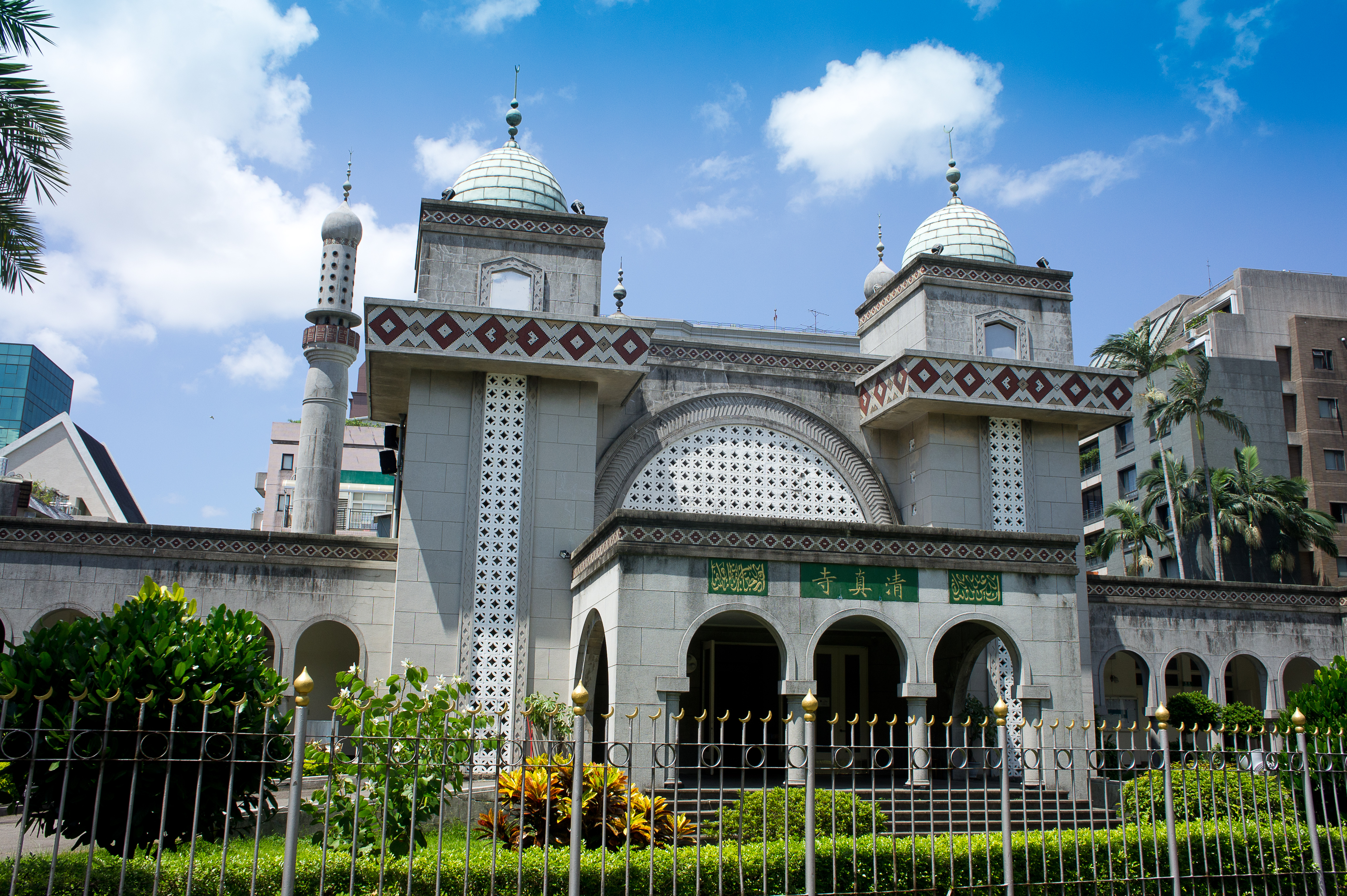
臺北清真寺是臺灣最大也是最古老的清真寺

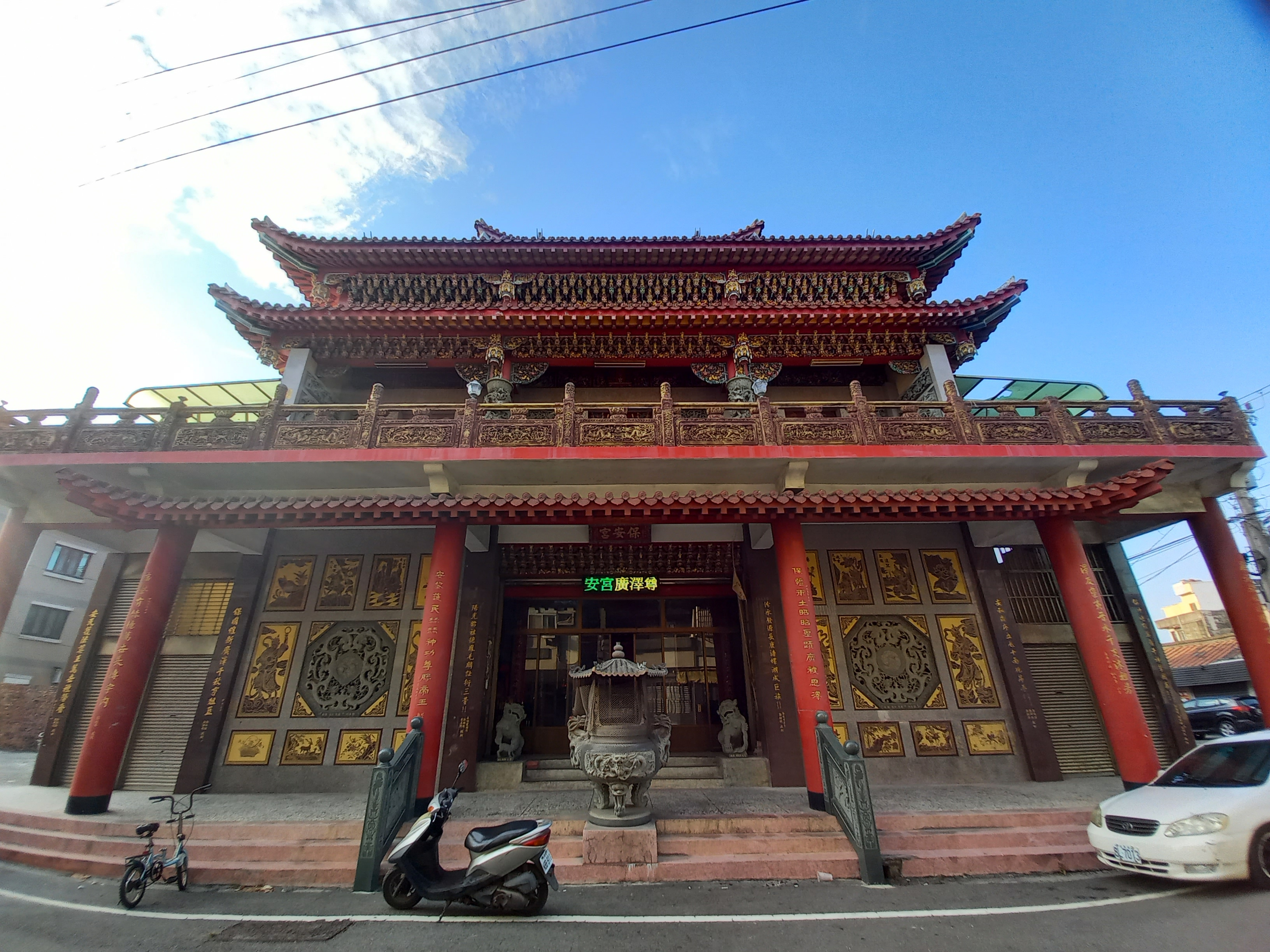
鹿港郭厝保安宮原本是清真寺，後經過漢化及多次遷建已變成祭祀廣澤尊王和忠武王郭子儀的道教廟宇

臺灣回族，或稱臺灣回胞，台灣族群之一，先祖為回族，主要信奉伊斯蘭教，在清朝與台灣日治時期開始遷居台灣，這批移民被視為是台灣本省人，在第二次世界大戰與國共內戰之後，遷居到台灣，主要被列入台灣外省人，《中華民國憲法》中的「內地生活習慣特殊之國民」依內政部解釋即為回胞，其自我認同為「漢人穆斯林」。

## 概述
「臺灣回族」是一個現代性且爭議性的詞彙，一般指使用漢語官話的穆斯林及其後代。該詞之出現或許受到1950年代中華人民共和國的民族識別影響。中華民國法律條文中，並沒有「回族」一詞。《中華民國憲法》第一百三十五條定義這個群體為「內地生活習慣特殊之國民」，中華民國政府也未將這個群體視為少數民族。一般對於回族的認識是「『信仰伊斯蘭』及『不吃豬肉』」的群體。在明末清初時期，來自福建泉州的穆斯林家族遷移至鹿港或台西等地（例如鹿港的丁家），但今日多數已漢化，不再是穆斯林。1949年前後，陸續有兩萬多名穆斯林從中國遷移來台，著名的人士為白崇禧、西北馬氏軍閥等，其自我認同為「漢人穆斯林」。

## 知名人物
- 丁克家：丁協源家族，於鹿港創立泉郊「丁協源」商號。
- 丁壽泉：丁協源家族，閩台進士、彰化白沙書院山長。
- 丁瑞圖：丁協源家族，日治時期鹿港仕紳。
- 白崇禧：中國國民黨黨員，新桂系將領，中華民國抗日名將，前國防部部長（1946 - 1948年）。
- 白先勇：白崇禧兒子，中華民國旅美作家。[3]
- 白先德：白崇禧兒子，留學美國學土木工程，白榕蔭堂墓園設計者[4]。
- 馬佩璋：白崇禧妻子。
- 馬步青：馬家軍將領，國民革命軍中將。
- 馬緒援：馬步青兒子，中華民國國軍中將，前國防部常務次長（任期：1986 - 1991年）。
- 馬繼援：馬步芳兒子，馬家軍將領，中華民國國軍中將，前國民大會代表。
- 馬敦靜：中華民國軍事將領、寧夏馬家軍成員。
- 馬鴻逵：中華民國軍事將領、寧夏省政府主席。
- 馬呈祥：中華民國軍事將領，馬家軍要人。
- 常東昇：中華民國摔跤選手，中華民國國軍上校。[5]
- 安舜：中華民國國軍陸軍中將。「小諸葛」白崇禧（中華民國國軍一級上將）的左右手，第一屆國民大會代表。
- 閔湘帆：仝道雲丈夫，中華民國軍事將領，曾任西北剿總司令部之處長[6][7]。
- 仝道雲：閔湘帆妻子，中華民國第一屆立法委員[8]。
- 錢雲階：中華民國第一屆立法委員。
- 康玉書：中華民國第一屆監察委員。
- 常子萱：常子春之兄，原北平回民珠寶商，中國回教文化教育基金會名譽董事長[9][10]。
- 常子春：常子萱之弟，中華民國國民大會代表，中國回教文化教育基金會名譽董事長[10]。
- 馬家珍：中華民國軍事將領，中華民國國民大會代表[11]。
- 時子周：中華民國教育家、伊斯蘭教學者和翻譯。
- 蕭永泰：台北清真寺前教長，台北文化清真寺創辦人。
- 馬明道：穆斯林宗教學者，政治大學東語系系主任[12]。
- 賈福康：穆斯林學者，著有《台灣回教史》[13]。
- 張志通：天津市人，外丹功大師[14]。
- 金哲夫：藝術家[15]。
- 劉文雄：中華民國親民黨籍立法委員、曾任中國國民黨籍臺灣省議員、親民黨副秘書長。
- 林忠正：中華民國民進黨籍立法委員。
- 石永貴：作家，曾任台灣電視公司總經理、中國電視公司總經理。
- 趙錫麟：穆斯林學者，台北清真寺前教長，交通大學助理教授，曾代表臺灣到利比亞當駐外大使[16]。
- 沙永傑：穆斯林學者，台灣的萃思學先驅、管理學家。曾任中華大學校長。
- 馬孝棋：穆斯林學者，台北清真寺前教長。
- 哈遠儀：中華民國知名主持人，前中天新聞主持人，現為中視新聞主播。
- 馬幼興：演員。
- 李亞萍：藝人。

## 相關建築設施
- 六張犁回教公墓
  - 白榕蔭堂墓園
  - 閔純德堂墓園
- 高雄回教公墓
- 台中回教公墓
- 鹿港丁家古厝
- 鹿港郭厝保安宮
- 淡水清真寺遺址
- 滬尾湖南勇古墓
- 台北清真寺
- 台北文化清真寺
- 高雄清真寺
- 台中清真寺
- 龍岡清真寺
- 台南清真寺